# Vinodol
Vinodol es un municipio situado en el distrito de Nitra, en la región de Nitra, Eslovaquia. Tiene una población estimada, en marzo de 2023, de 2050 habitantes.
Está ubicado en el centro-oeste de la región, en el valle del río Nitra (cuenca hidrográfica del Danubio) y cerca de la frontera con la región de Trnava.

## Demografía
| Año        | 1994 | 2004    | 2014    | 2024    |
| ---------- | ---- | ------- | ------- | ------- |
| Población  | 1729 | 1891    | 1983    | 2034    |
| Diferencia |      | +9,36 % | +4,86 % | +2,57 % |

| Año        | 2023 | 2024    |
| ---------- | ---- | ------- |
| Población  | 2046 | 2034    |
| Diferencia |      | −0,58 % |